# Рагтайм (филм)
„Рагтайм“ или „Мечтатели“ (на английски: Rags) е американски телевизионен мюзикъл от 2012 г. на режисьора Били Удръф, сценарият е на Джейсън Фуш, Елизабет Хакет и Хилари Галаной, и е вдъхновен от приказката „Пепеляшка“ и участват Кеке Палмър, Макс Шнайдър, Дрейк Бел, Аван Доджа и Ник Кенън. Снимките се провеждат във Ванкувър, Британска Колумбия, Канада от май до юли 2011 г. Премиерата на филма е излъчена по Nickelodeon в понеделник на 28 май 2012 г., а след това е издаден на DVD от 28 август 2012 г. в двойно издание с Big Time Movie.

## Актьорски състав
- Кеке Палмър – Кади Уърт
- Макс Шнайдър – Чарли Принц
- Дрейк Бел – Шон
- Аван Джогия – Фин
- Зак Сантяго – Диего
- Кристина Сиколи – Марта
- Робърт Молони – Артър МакГоуенс, ужасният доведен баща на Чарли
- Бъркли Дюфийлд – Лойд МакГоуенс, най-милият доведен брат на Чарли
- Кинън Трейси – Андрю МакГоуенс, разглезен и егоистичния доведен брат на Чарли
- Исая Мустафа – Реджиналд Уърт, бащата на Кади
- Ник Кенън – Себе си
- Девън Уийгъл – Ърна, асистент на Реджиналд Уърт
- Трейси Спиридакос – Сами, приятелка на Кади
- Карлина Брич – Тами, приятелка на Кади и танцьорка
- Маги Ма – рецепционистка на Маджести Рекърдс

## В България
В България филмът е достъпен в стрийминг платформата SkyShowtime.

### Нахсинхронен дублаж
Нахсинхронният дублаж на филма е записан в студио „Про Филмс“.
| Роля           | Изпълнител               |
| -------------- | ------------------------ |
| Кади Уърт      | Кристина Топалова        |
| Чарли Принц    | Велизар Емануилов        |
| Лойд           | Иван Трайков             |
| Диего          | Георги Спасов            |
| Андрю          | Христо Стефанов          |
| Фин            | Момчил Степанов          |
| Пазач          | Момчил Степанов          |
| Шон            | Бойко Кръстанов          |
| Реджиналд Уърт | Росен Русев              |
| Ърна           | Августина-Калина Петкова |
| Ник Канън      | Петър Калчев             |
| Тони           | Станислав Пищалов        |
| Продавач       | Радослав Рачев           |

- Това е единственият озвучен филм на театралния и филмов актьор Бойко Кръстанов.